# Lijst van niet op het Engels gebaseerde programmeertalen
Een niet op het Engels gebaseerde programmeertaal is een computerprogrammeertaal
waarvan de sleutelwoorden niet komen uit of afgeleid zijn van woorden uit het Engels.
Bij de meeste veelgebruikte programmeertalen is dit wel het geval.

## Gebaseerd op andere natuurlijke talen
- Aheui: een op Befunge lijkende esoterische taal in het Hangul.
- ARLOGO: Arabische taal gebaseerd op Logo.
- Fjölnir: Een imperatieve programmeertaal in het IJslands.
- Geem: Arabische programmeertaal gebaseerd op C++.
- Glagol: een Russische taal gelijkend op Oberon en Pascal.
- GOTO++: een Franse esoterische programmeertaal.
- Hindawi Programmeersysteem: een aantal equivalenten voor onder andere BASIC en C in Indische talen waaronder Assamees, Gujarati en Hindi.
- Hindi Programmeertaal: imperatieve taal in het Hindi.
- Lexico: een Spaanse taal gebaseerd op .NET.
- LSE: Franse taal gebaseerd op BASIC.
- Rapira: Een imperatieve Russische programmeertaal uit het Sovjet-tijdperk.
- Robik: Een eenvoudige educatieve taal in het Russisch.
- SAKO: een oude op FORTRAN lijkende Poolse taal.
- Superlogo: een variant op Logo in het Nederlands.
- なでしこ: Japanse taal gebaseerd op ひまわり.

## Niet gebaseerd op een natuurlijke taal
- APL: gebaseerd op wiskundige notatie en abstractie.
- Brainfuck: minimalistische esoterische programmeertaal bedoeld om een compiler in minder dan 256 bytes te krijgen.
- FALSE: minimalistische esoterische programmeertaal met een syntaxis van voornamelijk speciale tekens.
- Piet: gebaseerd op bitmapafbeeldingen.
- Plankalkül: vroege taal van Konrad Zuse met een voornamelijk symbolische syntaxis.
- Whitespace: esoterische programmeertaal die enkel de spatie, de tab en de nieuwe regel (her)kent.

## Vertaalde versies
- De macrotalen van Microsoft Excel en - Word werden vroeger vertaald naar de taal van de gebruiker.
- 4th Dimension: een RDMS dat ook in het Duits en het Frans bestaat.
- BangaBhasha: een aantal in het Bengaals vertaalde programmeertalen waaronder BASIC en C.
- Chinees BASIC: meerdere versies van BASIC in het Chinees.
- ChinesePython: vertaling van Python in het Chinees.
- FOCAL: geïnterpreteerde taal die in verschillende Europese talen vertaald werd.
- Forth: optioneel met Koreaanse sleutelwoorden.
- Hebrew Programmeertaal: versie van PHP in het Hebreeuws.
- HyperTalk: programmeertaal van HyperCard die via aangepaste resources vertaalbaar is.
- AppleScript: kende vroeger verschillende talen die later verwijderd werden.
- Perl: de parser kan aangepast worden.
- TI-BASIC: een op BASIC gebaseerde taal op rekenmachines van Texas Instruments die op model 68000 in de lokale taal staat.